# 多毛塞克
多毛塞克，是匈牙利琼格拉德州所辖的一个村。总面积52.15平方公里，总人口4886，人口密度93.7人/平方公里（2011年1月1日）。